# 涼糕
凉糕是一种小吃。切糕為涼糕的前身，也是平民百姓喜愛的小吃之一，它有「年年高」之意，意指越來越好，過年過節時為了討個吉利百姓們都會食用。涼糕是糯米切糕的吃法之一，吃起來又涼又甜極為爽口，利用糖、豆沙、江米等材料做成的糕點冰起來，再切塊就成了涼糕了，是夏天消暑點心之一。

## 作法
涼糕口味眾多作法也不大相同，其中有紅豆口味、綠豆口味、花生口味、黑糖口味、芋頭口味等，其口感吃起來都是使人感到清涼且甜而不膩。

### 傳統涼糕
將煮好的糯米飯與炒熟的麵粉攪拌，鋪成長條狀，炒香後的芝麻與山渣糕壓碎後混合，鋪在糯米條上，在鋪上一層豆沙後對折壓平，最後切成塊狀即可。

### 冰涼糕
將地瓜粉、水、砂糖等量放入鍋子中攪拌至無顆粒，加熱攪拌到鍋中呈現黏稠狀，在準備的盤子中鋪灑玉米粉放上煮好的熱涼糕，冷卻後將形狀剪為小正方形，剪好的小方形可用玉米粉沾邊避免黏在一起，最後放置冰箱即可食用。

## 外部參考
奇摩知識 （页面存档备份，存于）